# Ed Harris
Edward Allen "Ed" Harris, född 28 november 1950 i Englewood, New Jersey, är en amerikansk skådespelare och filmregissör. 
Harris har blivit känd för att ofta spela skurk eftersom han är mycket skicklig på att gestalta psykopatiska och manipulativa karaktärer.
Harris har nominerats till sammanlagt fyra Oscars. 1999 vann han en Golden Globe för sin roll i Truman Show och igen 2013 för sitt porträtterande av John McCain i TV-filmen Game Change.
Ed Harris är sedan 1983 gift med skådespelaren Amy Madigan, de spelar mot varandra i filmen Gone Baby Gone.
De har en dotter tillsammans; Lily Dolores Harris, född 3 maj 1993.
Harris lånade ut sin röst till Call of Duty: Black Ops som Specialagent Jason Hudson.

## Filmografi (i urval)

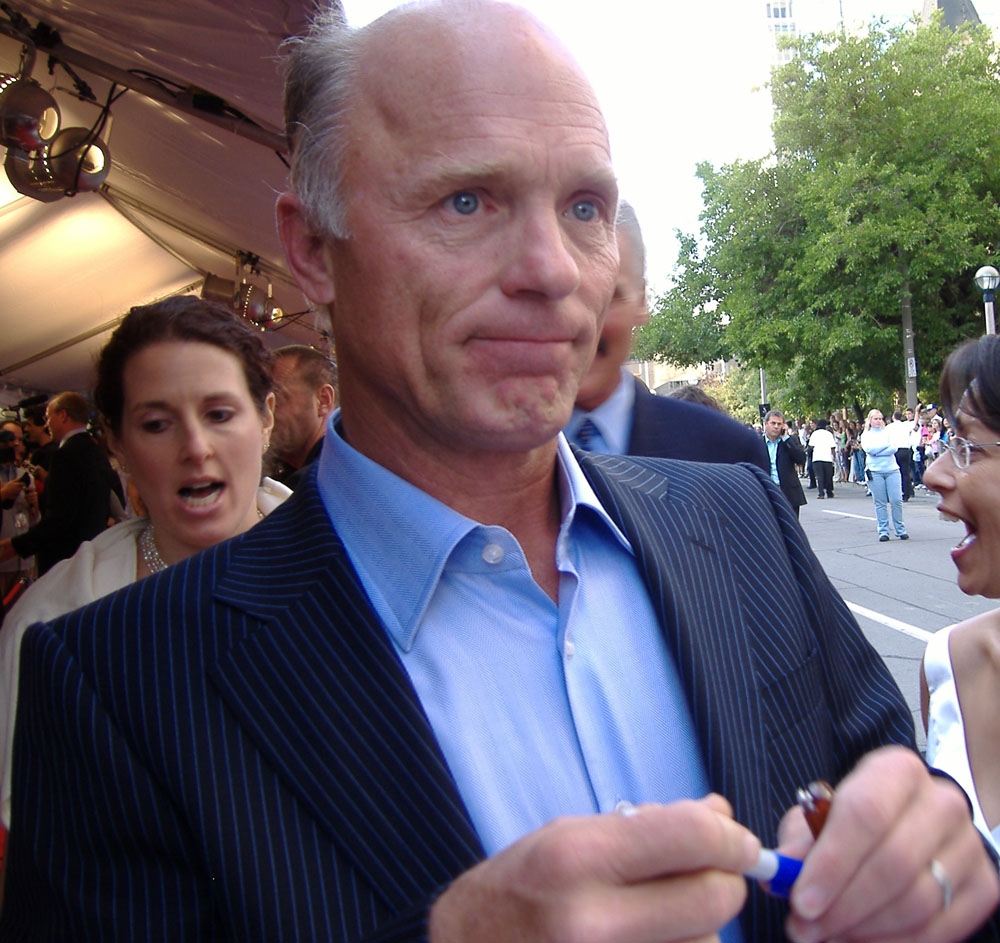
Ed Harris vid premiären av A History of Violence vid Toronto International Film Festival 2005.

### Filmer
| År   | Titel                                 | Roll                               | Noter                                        |
| ---- | ------------------------------------- | ---------------------------------- | -------------------------------------------- |
| 1978 | Koma                                  | Pathology Resident                 |                                              |
| 1980 | Borderline                            | Hotchkiss "the Marine"             |                                              |
| 1981 | MC-riddarna                           | William "Billy" Davis              |                                              |
| 1982 | Creepshow                             | Hank Blaine                        |                                              |
| 1983 | Rätta virket                          | John Glenn                         |                                              |
| 1983 | I skottlinjen                         | Oates                              |                                              |
| 1984 | Tjejen som jobbade skift              | Jack Walsh                         |                                              |
| 1984 | En plats i mitt hjärta                | Wayne Lomax                        |                                              |
| 1985 | Code Name: Emerald                    | Gus Lang                           |                                              |
| 1985 | Alamo Bay                             | Shang Pierce                       |                                              |
| 1985 | Sweet Dreams                          | Charlie Dick                       |                                              |
| 1987 | Walker                                | William Walker                     |                                              |
| 1988 | Att döda en präst                     | Poliskapten Stefan                 |                                              |
| 1989 | Jacknife                              | David "Dave" Flannigan             |                                              |
| 1989 | Drömmarnas fält                       | Rösten                             | Röstroll                                     |
| 1989 | Avgrunden                             | Virgil "Bud" Brigman               |                                              |
| 1990 | State of Grace                        | Frankie Flannery                   |                                              |
| 1991 | Paris Trout                           | Harry Seagraves                    |                                              |
| 1992 | Glengarry Glen Ross                   | Dave Moss                          |                                              |
| 1993 | Firman                                | Wayne Tarrance                     |                                              |
| 1993 | Köplust                               | Sheriff Alan Pangborn              |                                              |
| 1994 | Milk Money                            | Tom Wheeler                        |                                              |
| 1994 | China Moon                            | Kyle Bodine                        |                                              |
| 1995 | Nixon                                 | E. Howard Hunt                     |                                              |
| 1995 | Apollo 13                             | Gene Kranz                         |                                              |
| 1995 | I sanningens tjänst                   | Blair Sullivan                     |                                              |
| 1996 | Öga för öga                           | Mack McCann                        |                                              |
| 1996 | The Rock                              | Brigadgeneral Francis X. Hummel    |                                              |
| 1997 | Absolut makt                          | Detektiv Seth Frank                |                                              |
| 1998 | Truman Show                           | Christof                           |                                              |
| 1998 | Vid din sida                          | Luke Harrison                      |                                              |
| 1999 | The Third Miracle                     | Fader Frank Shore                  |                                              |
| 2000 | Pollock                               | Jackson Pollock                    | Även regissör och producent                  |
| 2000 | Falskspel                             | Kelly Grant                        |                                              |
| 2000 | Waking the Dead                       | Jerry Charmichael                  |                                              |
| 2001 | A Beautiful Mind                      | William Parcher                    |                                              |
| 2001 | Buffalo Soldiers                      | Överste Berman                     |                                              |
| 2001 | Enemy at the Gates                    | Major Erwin König                  |                                              |
| 2002 | Timmarna                              | Richard Brown                      |                                              |
| 2003 | Masked and Anonymous                  | Oscar Vogel                        |                                              |
| 2003 | Radio                                 | Coach Harold Jones                 |                                              |
| 2003 | The Human Stain                       | Lester Farley                      |                                              |
| 2005 | Winter Passing                        | Don Holdin                         |                                              |
| 2005 | A History of Violence                 | Carl Fogarty                       |                                              |
| 2006 | Two Tickets to Paradise               | Melville                           |                                              |
| 2006 | Copying Beethoven                     | Ludwig van Beethoven               |                                              |
| 2007 | Gone Baby Gone                        | Detektiv Remy Bressant             |                                              |
| 2007 | Cleaner                               | Eddie Lorenzo                      |                                              |
| 2007 | National Treasure: Hemligheternas bok | Mitch Wilkinson                    |                                              |
| 2008 | Touching Home                         | Charlie Winston                    |                                              |
| 2008 | Appaloosa                             | Virgil Cole                        | Även manusförfattare, regissör och producent |
| 2010 | Once Fallen                           | Liam Ryan                          |                                              |
| 2010 | The Way Back                          | Mr. Smith                          |                                              |
| 2010 | Virginia                              | Sheriff Dick Tipton                |                                              |
| 2011 | That's What I Am                      | Mr. Steven Simon                   |                                              |
| 2011 | Salvation Boulevard                   | Dr. Peter Blaylock                 |                                              |
| 2012 | Man on a Ledge                        | David Englander                    |                                              |
| 2013 | Phantom                               | Captain Demi                       |                                              |
| 2013 | Pain & Gain                           | Ed Du Bois, III                    |                                              |
| 2013 | Snowpiercer                           | Minister Wilford                   |                                              |
| 2013 | Sweet Vengeance                       | Sheriff Cornelius Jackson          |                                              |
| 2013 | The Face of Love                      | Tom Young / Garret Mathis          |                                              |
| 2013 | Gravity                               | Mission Control                    | Röstroll                                     |
| 2014 | Flygplan 2: Räddningstjänsten         | Blade Ranger                       | Röstroll                                     |
| 2014 | Frontera                              | Roy McNary                         |                                              |
| 2015 | Cymbeline                             | Kung Cymbeline                     |                                              |
| 2015 | Run All Night                         | Shawn Maguire                      |                                              |
| 2015 | The Adderall Diaries                  | Neil Elliott                       |                                              |
| 2016 | In Dubious Battle                     | Joy                                |                                              |
| 2016 | Rules Don't Apply                     | Mr. Bransford                      |                                              |
| 2017 | Geostorm                              | Utrikesminister Dekkom             |                                              |
| 2017 | Kodachrome                            | Ben Ryder                          |                                              |
| 2017 | Mother!                               | Man                                |                                              |
| 2017 | A Crooked Somebody                    | Sam Vaughn                         |                                              |
| 2020 | Resistance                            | George S. Patton                   |                                              |
| 2021 | The Lost Daughter                     | Lyle                               |                                              |
| 2022 | Top Gun: Maverick                     | Konteramiral Chester "Hammer" Cain |                                              |
| 2023 | Downtown Owl                          | Horace Jones                       |                                              |
| 2024 | Love Lies Bleeding                    | Lou Sr.                            |                                              |

### TV
| År        | Titel                         | Roll                   | Noter                            |
| --------- | ----------------------------- | ---------------------- | -------------------------------- |
| 1976      | Gibbsville                    | Steve                  | Avsnitt: "Trapped"               |
| 1977      | Delvecchio                    | Davey Bresnihan        | Avsnitt: "Cancelled Contract"    |
| 1977      | The Amazing Howard Hughes     | Russ                   | TV-film                          |
| 1978      | Rockford tar över             | Rudy Kempner           | Avsnitt: "Kill the Messenger"    |
| 1978      | David Cassidy: Man Undercover | Ben                    | Avsnitt: "Deadly Convoy"         |
| 1979      | The Seekers                   | Löjtnant William Clark | Miniserie                        |
| 1979      | Barnaby Jones                 | Glenn Morgan           | Avsnitt: "School of Terror"      |
| 1979–81   | På första sidan               | Warren                 | 3 avsnitt                        |
| 1980      | Paris                         | John Dantley           | Avsnitt: "America the Beautiful" |
| 1980      | The Aliens Are Coming         | Chuck Polcheck         | TV-film                          |
| 1981      | CHiPs                         | Lonny                  | Avsnitt: "Vegabonds"             |
| 1981      | Par i hjärter                 | Arnold Harmon          | Avsnitt: "Hart of Darkness"      |
| 1984      | American Playhouse            | Jimmy Wing             | Avsnitt: "A Flash of Green"      |
| 1987      | I skydd av mörkret            | Harry Nash             | TV-film                          |
| 1992      | Running Mates                 | Hugh Hathaway          | TV-film                          |
| 1994      | Pestens tid                   | General Starkey        | Miniserie, avsnitt: "The Plague" |
| 1995      | Frasier                       | Guest Caller Rob       | Avsnitt: "Leapin' Lizards"       |
| 1996      | Viddernas ryttare             | Jim Lassiter           | TV-film; även exekutiv producent |
| 2005      | Empire Falls                  | Miles Roby             | Miniserie                        |
| 2006      | The Armenian Genocide         | Leslie Davis           | Dokumentär                       |
| 2012      | Game Change                   | John McCain            | TV-film                          |
| 2016–idag | Westworld                     | Man in Black           | 10 avsnitt                       |
| 2017      | The One Percent               | Nathaniel Cobb         |                                  |
| 2025      | Wonder Man                    | Neal Saroyan           |                                  |

### Datorspel
| År   | Titel                   | Roll         | Noter    |
| ---- | ----------------------- | ------------ | -------- |
| 2010 | Call of Duty: Black Ops | Jason Hudson | Röstroll |

### Teater
| År   | Titel                              | Roll               | Teater                                  |
| ---- | ---------------------------------- | ------------------ | --------------------------------------- |
| 1983 | Fool for Love                      | Eddie              | Douglas Fairbanks Theater, Off-Broadway |
| 1986 | Precious Sons                      | Fred               | Longacre Theatre, Broadway              |
| 1994 | Simpatico                          | Lyle Carter        | The Public Theater, Off-Broadway        |
| 1996 | Taking Sides                       | Major Steve Arnold | Brooks Atkinson Theatre, Broadway       |
| 2003 | Trumbo: Red, White and Blacklisted | Dalton Trumbo      | Westside Theatre, Off-Broadway          |
| 2006 | Wrecks                             | Edward Carr        | The Public Theater, Off-Broadway        |
| 2013 | The Jacksonian                     | Bill Perch         | Theatre Row, Off-Broadway               |
| 2016 | Buried Child                       | Dodge              | The New Group, Off-Broadway             |
| 2016 | Buried Child                       | Dodge              | Trafalgar Studios, West End             |